# Promonotus villacea
Promonotus villacea är en plattmaskart som beskrevs av Ernst Marcus 1949. Promonotus villacea ingår i släktet Promonotus och familjen Monocelididae. Inga underarter finns listade i Catalogue of Life.